# Caldes de Montbui
Caldes de Montbui est une commune de la comarque du Vallès Oriental, dans la province de Barcelone, en Catalogne (Espagne).

## Personnalités liées à la commune
- Manolo Hugué (1872-1945), sculpteur et peintre[1] ;
- Ramón Masats (1931-2024), photographe espagnol ;
- Daniel Grao (1976-), acteur[2] ;
- Nona Sobo (2000-), actrice[3].

## Monuments et lieux d'intérêt
- Thermes romains de Caldes de Montbui
- Santa Maria de Caldes de Montbui (es)
- Majestad (crucifijo) (es)

## Jumelage
Depuis 2009, la ville de Caldes de Montbui a établi des contacts avec la ville de Saint-Paul-lès-Dax, au sud ouest de la France. Le jumelage a été signé officiellement en 2012, d'abord à Saint-Paul-lès-Dax pour la Quinzaine de l'Europe au mois de mai, puis à Caldes de Montbui lors de la Festa Major en octobre.